# Dede Byrne
Dede Byrne (Stati Uniti, ...) è una religiosa, chirurgo e militare statunitense di fede cattolica.

## Biografia
Deirdre "Dede" Byrne è cresciuta nel sobborgo di McLean, in Virginia. Ha frequentato la Langley High School ed in seguito si è diplomata alla Virginia Tech. Successivamente fu accettata alla Georgetown School of Medicine. Nel 1978 Byrne è entrata nell'esercito degli Stati Uniti come studente di medicina ed ha ricevuto una borsa di studio in medicina militare.
Dopo tre anni di medicina di famiglia presso l'ospedale dell'esercito americano a Fort Belvoir, in Virginia, ha prestato servizio come ufficiale per 13 mesi nella penisola del Sinai. Qui fungeva da collegamento tra l'esercito americano ed i monaci del monastero di Santa Caterina, situato ai piedi del monte Sinai. In seguito, Byrne si offre volontaria per prestare servizio in Corea per esercitare la medicina di famiglia e di emergenza. Nel 1989, Byrne trascorse un anno svolgendo attività di medicina missionaria in India.
Nel 1996, come capo chirurgo, è stata la prima assistente del cardinale Hickey. Nel 1997 Byrne ha prestato cure mediche a Madre Teresa, quando visitò Washington per cinque giorni. Successivamente, Byrne ha continuato il lavoro a Ventura, in California ed ha completato la sua certificazione in chirurgia nel 2000. Nello stesso anno, è tornata a Washington per discernere l'adesione ai Little Workers of the Sacred Hearts.
Nel 2003 ha prestato servizio presso il Walter Reed National Military Medical Center di Washington, nel 2005 a Fort Carson in Colorado, e nel 2008 è stata dispiegata in Afghanistan , dove si è occupata dei cittadini feriti. Nel 2009, dopo essere tornata dall'Afghanistan, Byrne si è ritirata dall'esercito americano con il grado di colonnello.
Il 4 luglio 2019, Byrne è stata elogiata dal presidente Donald Trump, che l'ha ringraziata per la sua vita al servizio.
Nel 2022 ha fatto causa a Washingtono D.C. contro l’inoculo del vaccino COVID per ragioni morali. La Corte distrettuale di Washington, che ha ricconosciuto le sue ragioni, ha concesso a suor Deirdre Byrne, che fornisce servizi medici gratuiti ai poveri, un’esenzione religiosa per l’iniezione COVID dopo che la DC Health aveva negato la sua richiesta.